# IC 455
IC 455 ist eine linsenförmige Galaxie vom Hubble-Typ S0 im Sternbild Kepheus am Nordsternhimmel. Sie ist schätzungsweise 99 Millionen Lichtjahre von der Milchstraße entfernt und hat einen Durchmesser von etwa 35.000 Lichtjahren. Gemeinsam mit u. a. NGC 2268, NGC 2276, NGC 2300, IC 469, IC 499 und IC 512 bildet sie die NGC 2276-Gruppe.
Das Objekt wurde am 17. Oktober 1890 vom britischen Astronomen William Frederick Denning entdeckt.